# Berlin Hyp
Berlin Hyp — один из крупнейших немецких банков недвижимости и ипотечных кредитов. Расположен в Берлине. Банк был создан в 1996 году в результате слияния Berliner Hypotheken- und Pfandbriefbank AG и Braunschweig-Hannoversche Hypothekenbank AG. Berlin Hyp фокусирует свою торговую деятельность на сотрудничестве с инвесторами, жилищными компаниями, фондами недвижимости, инвестиционными компаниями и избранными застройщиками. В региональном масштабе он концентрируется на экономически сильных мегаполисах Германии и различных зарубежных рынках в Европе.

## История
Первый институт-предшественник Berlin Hyp, Berliner Pfandbriefinstitut, был основан в 1868 году. Позже институт работал под названием Berliner Pfandbriefamt. В 1973 году ряд государственных учреждений был зарегистрирован под названием Berliner Pfandbrief-Bank как учреждение публичного права.
В 1993 году организационно-правовая форма была изменена на акционерное общество. После этого изменения банк работал как Berliner Hypotheken- und Pfandbriefbank AG (сокращенно: Berlin Hyp). Единственным акционером был Берлин. В 1994 году все акции перешли в собственность учреждения-предшественника сегодняшнего — Landesbank Berlin. Нынешний банк был создан в 1996 году в результате слияния Berliner Hypotheken- und Pfandbriefbank AG и Braunschweig-Hannoversche Hypothekenbank AG.
В ноябре 2009 года наблюдательный совет Berlin Hyp принял решение о существенном увеличении капитала путем выпуска новых акций без номинальной стоимости, чтобы расширить масштабы действий по приобретению новых предприятий и, таким образом, расширить и укрепить свои позиции на рынке.
В октябре 2013 года компания была переименована в Berlin Hyp AG. Кроме того, был полностью изменен имидж бренда банка, и с тех пор его деловые цвета и внешний вид были противопоставлены образу Sparkasse, чтобы сделать участие Berlin Hyp в Sparkassen-Finanzgruppe внешне заметным.
С 1 января 2015 года акции компании были переданы LBB Holding, а бизнес по финансированию коммерческой недвижимости, который ранее велся совместно с Landesbank Berlin, был распущен.
Berlin Hyp является членом Verband deutscher Pfandbriefbanken.
В банке работает 596 человек (по состоянию на 2018 год). У Berlin Hyp есть офисы в Берлине (головной офис),Дюссельдорфе, Франкфурте, Гамбурге, Мюнхене, Штутгарте и за рубежом в Варшаве, Амстердаме и Париже.

## Публикации
Berlin Hyp регулярно публикует исследования по недвижимости, некоторые из которых являются собственными работами и некоторые — в сотрудничестве.

## Вложения
С 2008 года Berlin Hyp владеет 100-процентной долей в ныне несуществующей Berlin Hyp Immobilien GmbH. Бизнес-целями Berlin Hyp были брокерская деятельность и маркетинг недвижимости.

## Бренд и корпоративный дизайн
В начале 2013 года традиционный Berliner Immobilienbank столкнулся с серьезным стратегическим изменением позиции. Отправной точкой для ребрендинга стала организационная реорганизация материнской компании Landesbank Berlin (LBB). Berlin Hyp был создан как будущее дочернее общество Berliner Sparkasse в составе Sparkassen-Finanzgruppe. Факторами переориентации стали теперь независимое положение на рынке и расширение спектра услуг в качестве объединенного банка в Sparkassen-Finanzgruppe и для клиентов по недвижимости.
Девизом Berlin Hyp является «партнерство — наша основа». Слоган представляет собой обещание обслуживания своим сотрудникам, клиентам, партнерам и владельцам. Он направляет работу и подчеркивает ключевые особенности Berlin Hyp: практичность, надежность, партнерство и индивидуальность.